# ایوان اودودوف
ایوان اودودوف (روسی: Иван Васильевич Удодов؛ ۲۰ مه ۱۹۲۴ – ۱۶ اکتبر ۱۹۸۱) وزنه‌بردار اهل اتحاد جماهیر شوروی سوسیالیستی بود.
وی در مسابقات کشوری و بین‌المللی در مجموع برندهٔ ۲ مدال طلا، ۲ مدال نقره شده‌است.